# لمرنا (كورنوال)
لمرنا (بالإنجليزية: Lamorna)‏ هي قرية تقع في المملكة المتحدة في كورنوال.